# Deconychura
Genre
Le genre Deconychura regroupe deux espèces de passereaux appartenant à la famille des Furnariidae.

## Liste des espèces
D'après la classification de référence du Congrès ornithologique international (ordre phylogénique) :
- Grimpar de Cherrie — Deconychura typica Cherrie, 1891
- Grimpar à longue queue — Deconychura longicauda (Pelzeln, 1868)
- Grimpar à gorge tachetée — Deconychura stictolaema (Pelzeln, 1868)